# Turn to Me (пісня Ванесси Аморозі)
«Turn to Me» — перший сингл першого компіляційного альбому австралійської співачки Ванесси Аморозі — «Turn to Me». В Австралії сингл вийшов 3 грудня 2001. На Australian Singles Chart посів 80 місце.

## Список пісень
| Австралійське видання | Австралійське видання               | Австралійське видання |
| #                     | Назва                               | Тривалість            |
| --------------------- | ----------------------------------- | --------------------- |
| 1.                    | «Turn to Me»                        | 3:36                  |
| 2.                    | «Turn to Me» (альтернативна версія) | 3:37                  |
| 3.                    | «Turn to Me» (розширена версія)     | 5:34                  |

## Музичне відео
Відеокліп повністю анімаційний, присутні деякі ознаки манги. Злий чоловік викрадає тварин, щоб потім перепродавати їх іншим злим людям. Ванесса вирішує врятувати їх і вирушає до Франції, Італії, Єгипту і Японії.

## Чарти
| Чарт (2001)              | Місце |
| ------------------------ | ----- |
| Australian Singles Chart | 80    |